# Лятхожев
Лятхожев (пол. Latchorzew) — село в Польщі, у гміні Старі Бабиці Варшавського-Західного повіту Мазовецького воєводства.
Населення — 1451 особа (2011).
У 1975-1998 роках село належало до Варшавського воєводства.

## Демографія
Демографічна структура станом на 31 березня 2011 року:
|          | Загалом | Допрацездатний вік | Працездатний вік | Постпрацездатний вік |
| -------- | ------- | ------------------ | ---------------- | -------------------- |
| Чоловіки | 706     | 169                | 484              | 53                   |
| Жінки    | 745     | 148                | 469              | 128                  |
| Разом    | 1451    | 317                | 953              | 181                  |